# William Stairs

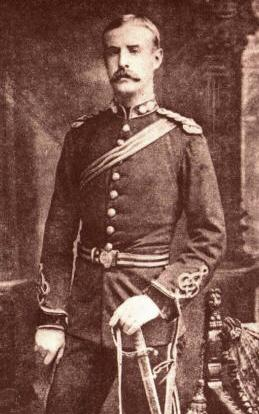
Hauptmann William Grant Stairs, Fotografie von 1886.

William Grant Stairs (* 1. Juli 1863 in Halifax, Kanada; † 9. Juni 1892 auf dem unteren Sambesi, Portugiesisch-Mosambik) war ein kanadisch-britischer Soldat, Abenteurer und Afrikaforscher.
Er spielte die Führungsrolle bei einer der zwei umstrittensten Expeditionen im sog. Wettlauf um Afrika. Die nach ihm benannte Stairs-Expedition von 1891–1892 sollte Katanga im Süden des späteren Kongo-Freistaats in Zentralafrika für den belgischen König Leopold II. in Besitz nehmen.

## Biographie

### Herkunft und Ausbildung
Stairs wurde als sechstes Kind und dritter Sohn von John Stairs und Mary Morrow in Halifax, Nova Scotia, geboren. Er besuchte nacheinander die Fort Massey Academy in Halifax, die Merchiston Castle School in Edinburgh, Schottland, und das Royal Military College of Canada in Kingston, Ontario. Dort war er als Student Nr. 52 eingeschrieben.

### Militärkarriere
Nach seinem Abschluss als ausgebildeter Pionier arbeitete Stairs drei Jahre lang für die New Zealand Trigonometrical Survey im Norden Neuseelands. 1885 nahm er das Angebot einer Kommission bei den British Royal Engineers an und absolvierte eine Ausbildung in Chatham, England. 1891 wechselte er zum Welsh Regiment.

### Emin Pascha Hilfsexpedition
Stairs, nun bereits Hauptmann der britischen Armee, wurde in die Emin Pascha Hilfsexpedition unter der Leitung von Henry Morton Stanley berufen, dem damals berühmtesten lebenden Afrikaforscher. Stairs segelte am 20. Januar 1887 von London ab und traf Stanley am 6. Februar in Sues. Ihre Expedition begann am 19. März in Banana an der Mündung des Kongo und endete am 5. Dezember 1889 in Bagamoyo, zu dieser Zeit Sitz der Zentralverwaltung, also quasi Hauptstadt, von Deutsch-Ostafrika. Stairs wurde zum stellvertretenden Kommandeur der Expedition ernannt, nachdem Hauptmann Barttelot am 19. Juli 1888 erschossen worden war.

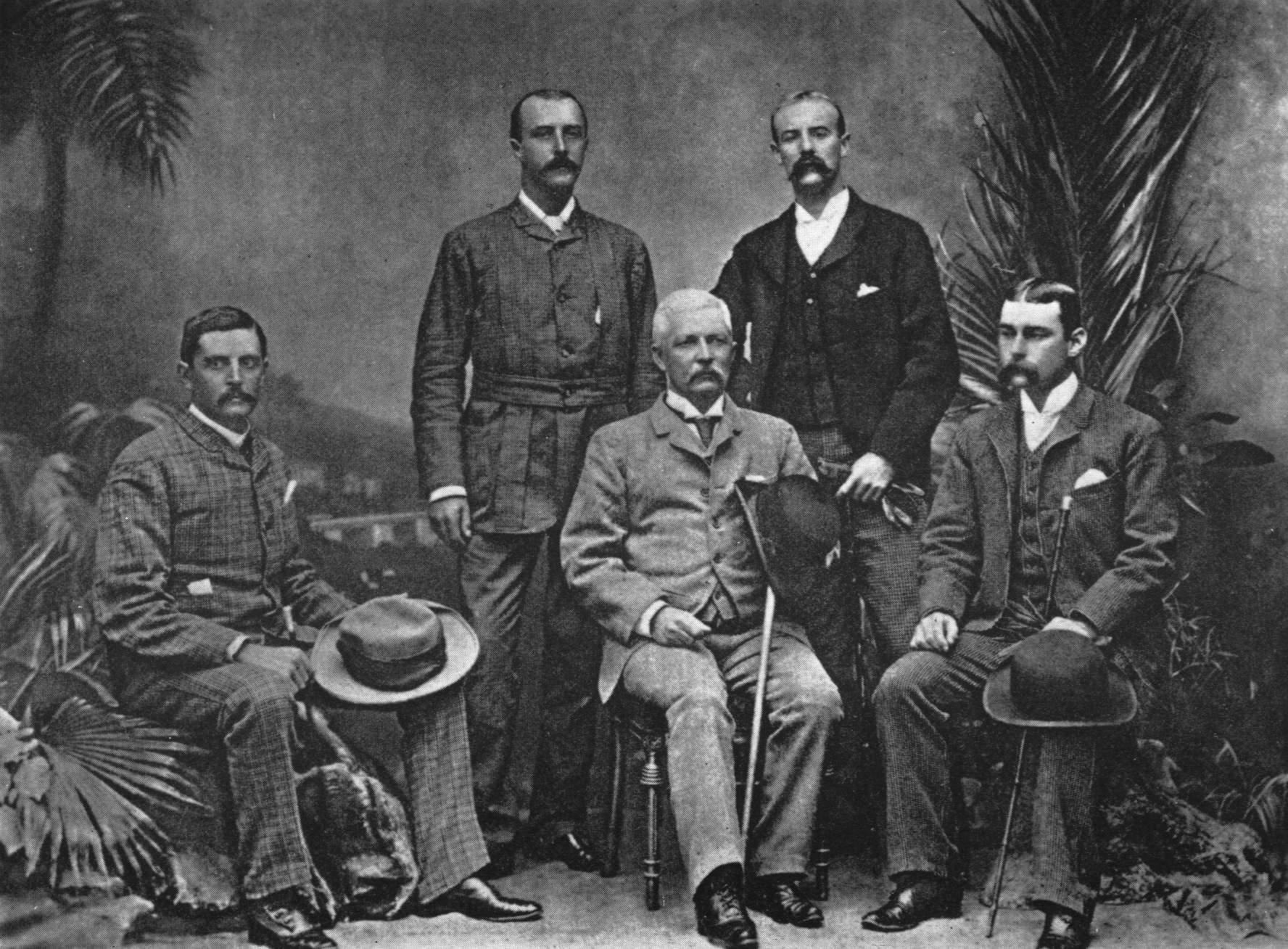
Henry M. Stanley mit den Offizieren der Vorhut, Kairo, 1890. Von links: Dr. Thomas Heazle Parke, Robert H. Nelson, Henry M. Stanley, William G. Stairs und Arthur J. M. Jephson

Während der 5000 km langen Reise durch Afrika durch einige seiner schwierigsten Gebiete, bestehend aus fast undurchdringlichem Regenwald und Sümpfen, litten Stairs und seine Kameraden häufig an Malaria und Ruhr aber Stairs bewies Ausdauer, Zähigkeit und Durchhaltevermögen. Er entdeckte eine Quelle des Nils, den Semliki-Fluss, und war der erste Nicht-Afrikaner, der jemals den Ruwenzoris bestieg und eine Höhe von 10.677 Fuß (ca. 3250 m) erreichte, bevor er umkehren musste. Bei einem Angriff der Eingeborenen wurde er von einem Giftpfeil schwer an der Brust verletzt. Stairs erholte sich von seiner Verletzung und konnte die Reise fortsetzen. In Dublin, Irland, erinnert eine Bronzetafel an dieses Ereignis vom 13. August 1887. Sie ist an der Statue des Expeditionsarztes Thomas Heazle Parke angebracht. Dieser hatte den Pfeil entfernt und das Gift aus der Wunde gesaugt.
Die Expedition wurde in Europa und Nordamerika für ihre als heldenhaft angesehenen Leistungen gelobt. Nach seiner Rückkehr nach England wurde Stairs 1890 zum Fellow der Royal Geographical Society und der Royal Scottish Geographical Society ernannt.
Er beschrieb die Bevölkerung als „unglückliche Schwarze, die sehr oft nicht in der Lage sind, ihre eigenen Angelegenheiten zu regeln.“

### Die Stairs-Expedition nach Katanga
1891 wurde Stairs auf Stanleys Empfehlung hin von König Leopold II. von Belgien zum Kommandeur einer Mission ernannt, die Katanga, auch bekannt als Garanganze, für diesen in Besitz nehmen sollte und zwar mit oder ohne Zustimmung des mächtigen lokalen Herrschers Msiri. Hierbei wurde auch der Einsatz von Gewalt ausdrücklich nicht ausgeschlossen. Leopold II. hatte Stanleys Dienste schon früher in Anspruch genommen und war mit dessen Methoden vertraut. Dass Stairs der Ruf vorauseilte, ebenso wie Stanley, Befehle vollständig und ohne Zögern auszuführen, war Leopold bewusst und fand seine Billigung.
Die Stairs-Expedition war somit als Militärmission mit 400 Männern unter der Flagge des Freistaats Kongo, bewaffnet mit 200 modernen Gewehren, angelegt. Msiris Männer verfügten lediglich über alte Vorderlader-Musketen. Stairs leitete eine gut organisierte Expedition und gewann schnell die Loyalität seiner Offiziere und der lokalen Sansibari-Aufseher. Verglichen mit seiner vorherigen Expedition war diese kleiner und die zurückzulegende Strecke einfacher. Die Führung bestand nur aus zwei weiteren europäischen Militäroffizieren. Sie befanden sich in einem Wettlauf mit Cecil Rhodes‘ von Süden aus expandierender British South Africa Company, die bereits zwei gescheiterte Expeditionen zu Msiri geschickt hatte. Stairs und Joseph Moloney, der britische Sanitätsoffizier der Expedition, waren sich bewusst, dass sie möglicherweise in einen bewaffneten Konflikt mit einer britischen Expedition geraten könnten, stimmten letztlich aber darin überein, dass sie dennoch ihre Pflichten gegenüber ihrem Auftraggeber Leopold II. erfüllen würden.
Letztlich wurde die Stairs-Expedition für das Schicksal von Msiri berüchtigt. Nach drei Tagen Verhandlungen ohne Fortschritte stellte Stairs Msiri ein Ultimatum, den Übergabevertrag an Leopold II. am nächsten Tag, dem 20. Dezember 1891, zu unterzeichnen. Als Msiri nicht erschien, schickte er seinen Stellvertreter, Hauptmann Bodson, um Msiri festzunehmen, der sich jedoch weigerte, der Festnahme Folge zu leisten. In der Folge kam es zu einem Kampf und Bodson erschoss ihn, bevor er von Msiris Männern ebenfalls getötet wurde. Die Expedition brachte ihre Verwundeten und Msiris Leiche zurück in ihr Lager, wo Stairs wartete. Dort schnitten sie Msiris Kopf ab und hängten ihn auf eine Stange, wo man ihn gut sehen konnte, als „barbarische Lektion“ für sein Volk. Einige der Garanganze wurden von den Askaris der Expedition massakriert, und die meisten anderen flohen in den Busch.
Stairs übergab Msiris Leiche seinen beiden Brüdern und einem Adoptivsohn, Makanda Bantu, den Stairs als Häuptling anstelle von Msiri einsetzte und der den Vertrag unterzeichnete, in dem Leopold als Souverän anerkannt wurde. Die beiden Brüder weigerten sich allerdings, dies zu tun, bis Stairs Moloney schickte, um ihnen mit demselben Schicksal wie Msiri zu drohen.
Mündliche Überlieferungen des Garanganze-Volkes besagen, dass die Expedition Msiris Kopf behielt – nach einigen Berichten eingelegt in eine Dose mit Paraffin. Jedoch wurde jeder verflucht und getötet, der den Behälter trug und schließlich sollte dieses Schicksal auch Stairs ereilen. Er war den ganzen Januar 1892 über an Malaria erkrankt. Nachdem sie von einer anderen Expedition abgelöst worden waren, trat die Stairs-Expedition die lange Rückreise nach Sansibar an. Stairs war häufig krank, hatte sich aber im Mai 1892 erholt. Auf einem Dampfer auf dem unteren Sambesi erlitt er einen weiteren Malariaanfall, der ihn am 9. Juni 1892 tötete. Er ist auf dem Europäischen Friedhof in Chinde, Mosambik, an der Mündung des Sambesi begraben.
Nur 189 der 400 Männer der Expedition schafften es ein Jahr nach ihrer Abreise zurück nach Sansibar, die meisten anderen starben und einige wenige desertierten. Katanga wurde Teil des Kongo-Freistaats, der 1908 von Belgien annektiert wurde, nachdem es einen internationalen Aufschrei über die Morde, Brutalität und Sklaverei durch Leopolds Regime gegeben hatte. Im frühen 20. Jahrhundert, als sich Katangas Bergbauindustrie entwickelte, betrachteten einige Briten in Nordrhodesien, die die Verlierer im Kampf um Katanga darstellten, Stairs als Söldner und Verräter des britischen Empires.

### Gedenken

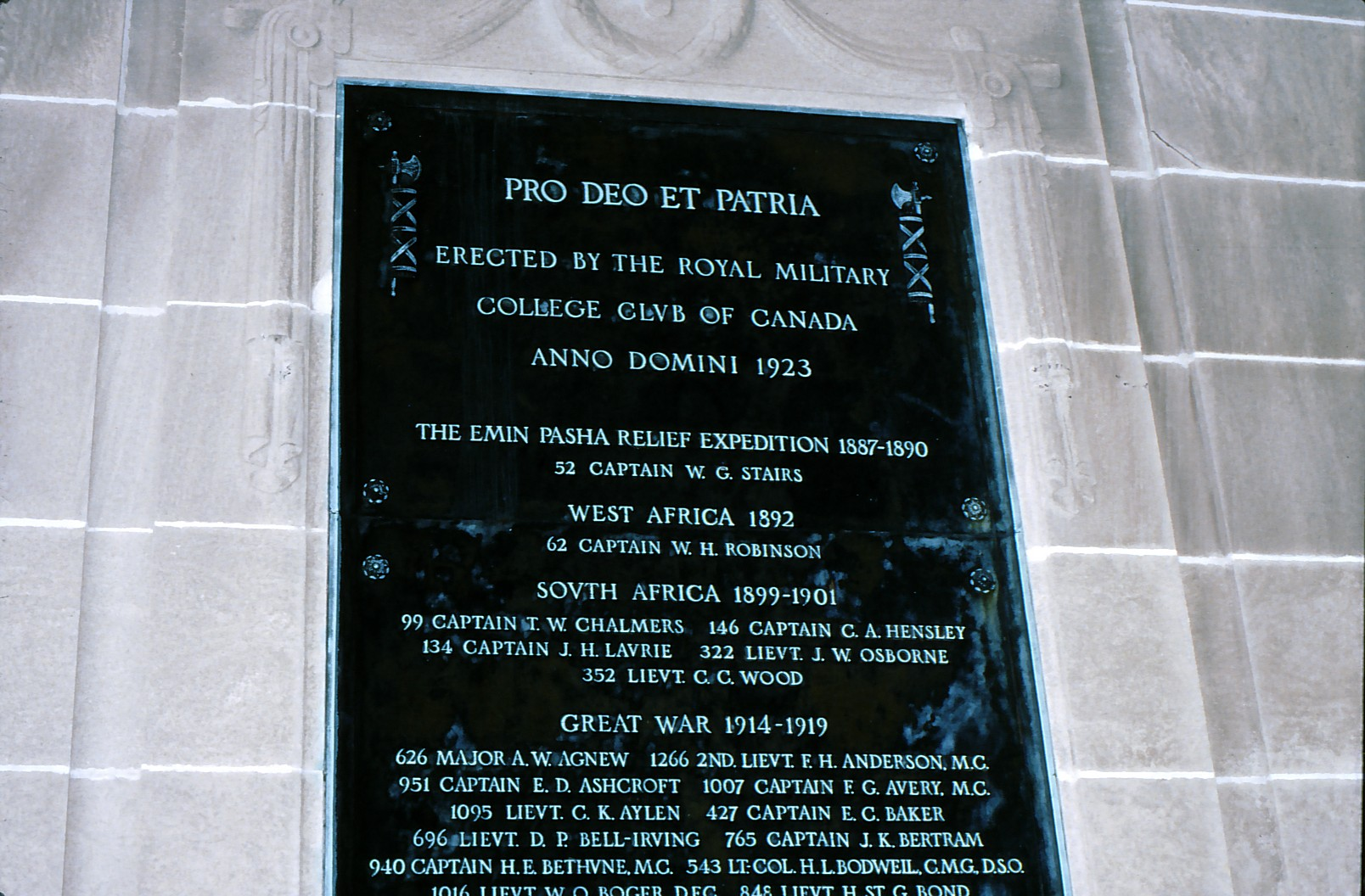
Gedenktafel des Royal Military College

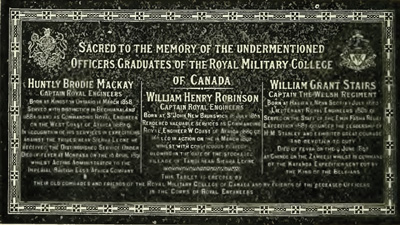
Gedenktafel aus der Zeit vor dem Ersten Weltkrieg für die ehemaligen Kadetten des Royal Military College of Canada William Grant Stairs, Huntly Brodie Mackay und William Henry Robinson

Stairs wird mit drei identischen Plaketten geehrt, die an folgenden Orten platziert wurde: im Vestibül des Mackenzie Building am Royal Military College of Canada (Anbringung ca. 1902), in der St. George’s Cathedral (Kingston, Ontario) und in der Kathedrale von Rochester bei Chatham, England. Letztere Plakette ging 1899 bei einem Feuer verloren und wurde nicht ersetzt.
Die Übersetzung der Inschrift der Plaketten lautet jeweils lautet wie folgt:
William Grant Stairs, Captain des Walisischen Regiments. Geboren in Halifax, Nova Scotia, am 1. Juli 1863. Lieutenant Royal Engineers 1885–91. Diente im Stab der Emin Pasha Relief Expedition 1887 unter der Führung von H.M. Stanley und zeigte großen Mut und Pflichterfüllung. Starb am 9. Juni 1892 in Chinde am Sambesi an Fieber, während er das Kommando über die Katanga-Expedition hatte, die vom König der Belgier ausgesandt wurde.
Eine weitere Plakette am Memorial Arch des Royal Military College of Canada, errichtet 1932, erinnert an Stairs Rolle während der Emin Pasha Rettungsexpedition 1887–1890.
Eine Sammlung von Artefakten seiner Afrikaexpeditionen befindet sich in Fort Frederick bei Kingston und einige seiner Tagebücher werden in den öffentlichen Archiven von Nova Scotia aufbewahrt; andere sind verloren gegangen.
Stairs Island im Parry Sound, Ontario wurde ihm zu Ehren benannt.
Sowohl die Stairs Street als auch der Stairs Place in seiner Heimatstadt Halifax, Nova Scotia, tragen seinen Namen.

## Werke
- African exploits. 1998.
- Victorian explorer: the African diaries of captain William G. Stairs: 1887-1892.